# 中川重政
中川 重政（なかがわ しげまさ）は、戦国時代から安土桃山時代にかけての武将。通称は八郎右衛門尉、織田駿河守。別名は忠政。

## 生涯
父は織田刑部大輔で、織田信長の叔父・信次の孫にあたるといわれるが、年代的に疑問視されることもある。弟に津田盛月、木下雅楽助、津田正勝などがいる。『前田家所蔵斯波系譜』では「元 斯波氏にして、足利家の重臣斯波高経の裔なり。」とされ、『加賀藩史稿』によると、父は斯波義近。ただしこれもまた年齢が合わない。
『前田家所蔵斯波系譜』に拠れば、初め織田駿河守、または越前守と称す。のち中川治郎左衛門伊治の養子となり、中川八郎左衛門と称したとされる。織田信長に仕え、尾張国統一に貢献したため、黒母衣衆に任じられる。永禄11年（1568年）9月の信長上洛以後は、京畿の所務担当者として明智光秀・木下秀吉・丹羽長秀らと連判状を頻繁に出しているが、永禄12年（1569年）の大河内城攻めでは信長の馬廻の1人であったため、軍事的にはこれらの重臣達とは大きな隔たりがあったようである。その後、永禄13年（1570年）に琵琶湖周辺の城に信長が六角義賢らの残党に備えて重臣を配置した際には安土を任されており、ようやく部隊指揮官の地位に昇ったものと思われる。
ところが、長光寺城の柴田勝家と領地が隣接しており、複雑に入り組んでいた利権をめぐって争い、弟の津田盛月が勝家側の代官を殺害したことから、信長の怒りに触れて弟と共に改易されたうえ、徳川家康の許に追放・蟄居処分に処された。この時、剃髪して土玄と号している。元亀3年（1572年）12月、三方ヶ原の戦いでは家康に従って武田信玄の軍勢と戦った。
天正元年（1573年）、信長から罪を許されて召還された。後に信長から安土城の城代に任じられたが、以前のような地位を取り戻すことはなく、以後、合戦などの表舞台に立つことはなかった。信長の死後は織田信雄に仕え、天正12年（1584年）の小牧・長久手の戦いでは信雄に従って犬山城を守備したが、池田恒興の攻撃に敗れた。その後の行方は不明。
子の光重は前田利家の婿として加賀藩に仕えている。

## 系譜
- 父：織田刑部大輔?
- 母：不詳
- 養父：中川治郎左衛門伊治
- 妻：渡辺覚右衛門の娘[4]
  - 男子：中川光重
  - 男子：中川忠勝[4]
  - 女子：禅海院 - 毛利就隆継室